# Lachulung La
Der Lachulung La (auch Lāchālūng La oder „Lungalacha La“) liegt in der Region Ladakh im indischen Unionsterritorium Ladakh. Er trennt die Täler des Tsarap und des Tozay Chu, die beide über den Zanskar dem Indus zufließen.
Der am Manali-Leh-Highway gelegene Pass befindet sich nur 8 Kilometer vom Nakee La entfernt, ins 24 Kilometer nördlich gelegene Pang folgt die Straße meist der engen Schlucht des Lachulung Lungpa. Busse und Sammeltaxis halten hier meist für einige Minuten, jedoch ist der Ausblick auf die umgebenden, namenlosen Berge wegen der geringen Höhendifferenz eher enttäuschend.